# Flygolyckan i Anderna 1972
Flygolyckan i Anderna 1972, även känd som katastrofen i Anderna eller miraklet i Anderna, inträffade när ett chartrat flygplan fredagen den 13 oktober 1972 havererade i bergskedjan Anderna i gränslandet mellan Argentina och Chile. Ombord fanns medlemmar i ett rugbylag från Uruguay som var på väg till Chiles huvudstad Santiago de Chile för att spela en bortamatch. Ombord fanns även ett antal vänner och familjemedlemmar till spelarna. Vraket efter planet tillsammans med 16 överlevande hittades den 22 december 1972, alltså två och en halv månad senare. De överlevande hade tvingats äta av sina döda medpassagerare för att inte svälta ihjäl.
Orsaken till olyckan har aldrig blivit helt klarlagd. Mycket tyder dock på att hårt väder i kombination med en felnavigering från piloterna fick planet att störta.
Den 12 december gav sig tre av de överlevande, Fernando Parrado, Roberto Canessa och Antonio Vizíntin iväg för att försöka hitta hjälp. De stod inför en närmast omänsklig uppgift eftersom de dels var tvungna att ta sig till fots över 20 km och på den vägen skulle de bli tvungna att klättra över berg som var så mycket som 4 800 meter höga utan vare sig utrustning, syrgas eller tillräckligt skydd mot kylan. Men trots dessa svårigheter tog de sig fram och efter tre dagar fick Parrado syn på något långt bort mellan bergstopparna som han uppfattade som en dal. Vizíntin skickades tillbaka till det havererade flygplanet och de andra överlevande eftersom de tre började få ont om mat. Parrado och Canessa fortsatte i flera dagar och kom till slut fram till den plats Parrado hade sett från bergen. Han visade sig ha haft rätt, det var en dal. De båda hittade en flod som de följde fram tills att de fick syn på en människa på andra sidan floden, åsnebonden Sergio Catalán. De två männen förklarade för Catalán om sin situation och bad honom hämta hjälp. Morgonen därpå, den 22 december, var Catalán tillbaka med en hjälpexpedition. Samma dag skickade den chilenska regeringen ut två helikoptrar och ett räddningsteam till olycksplatsen, men på grund av dåligt väder kunde inte alla överlevande räddas på en gång, utan 8 personer tvingades tillbringa ytterligare en natt i planet. De överlevande togs till ett sjukhus i Santiago de Chile där de behandlades för sina skador.
Av de totalt 45 personerna ombord på planet överlevde 16 stycken. På olycksplatsen finns idag ett minnesmärke över olyckan.

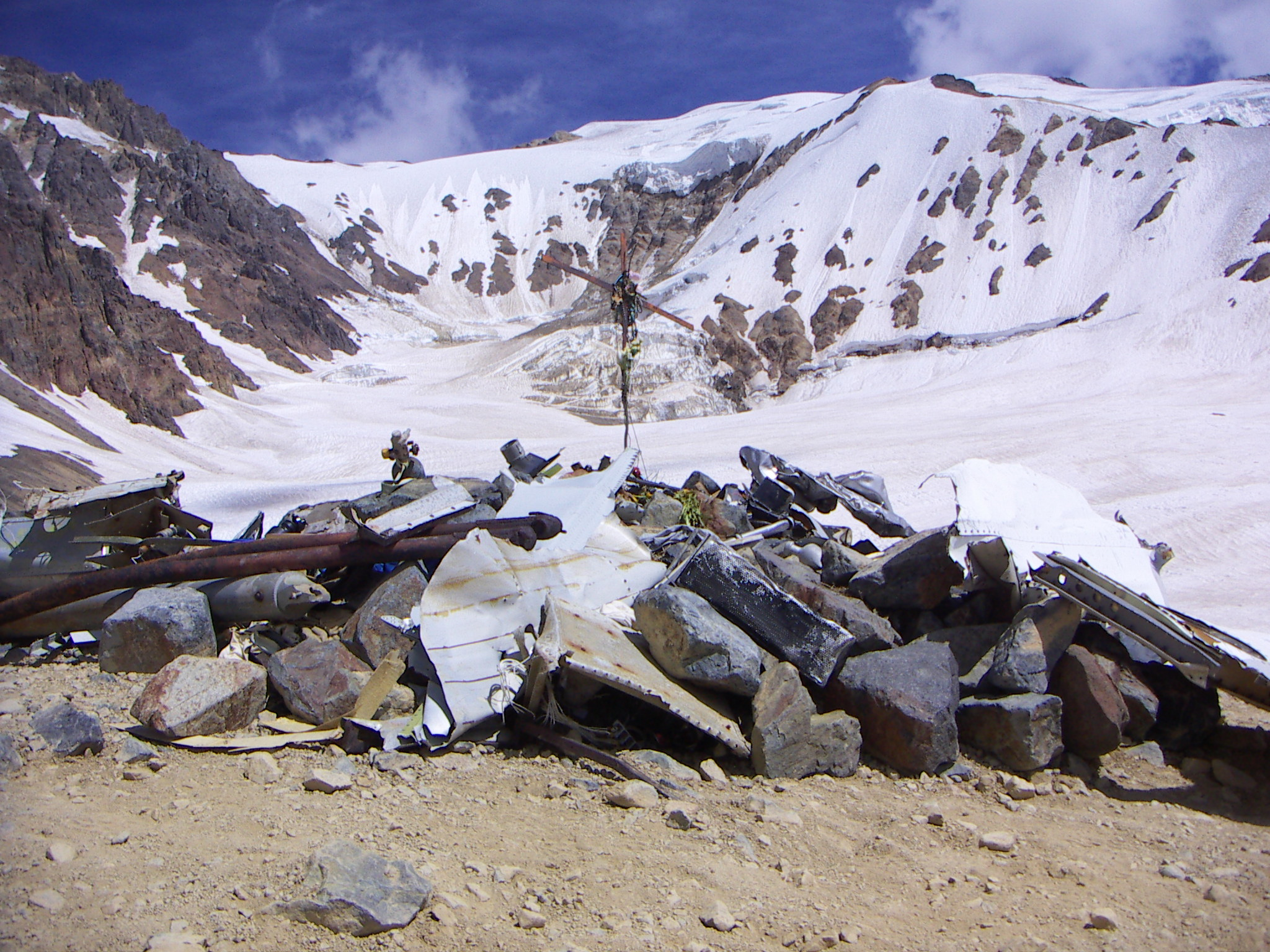
Minnesplats: februari 2006.

Den 26 november 2010 medverkade Fernando Parrado i det norsk-svenska TV-programmet Skavlan.

## Tidslinje

### Oktober 1972
12 oktober (torsdag)
Besättning 5, Passagerare 40.
13 oktober (fredag)
Planet havererar. (Döda: 12, levande: 28, saknade: 5)
21 oktober (lördag)
Susana Parrado dör. (döda: 13, levande: 27, saknade: 5)
24 oktober (tisdag)
5 saknade personer hittas döda. (döda: 18, levande: 27)
29 oktober (söndag)
8 dör i en lavin. (döda: 26, levande: 19)

### November 1972
15 november (onsdag)
Arturo Nogueira dör. (döda: 27, levande: 18)
18 november (lördag)
Rafael Echavarren dör. (döda: 28, levande: 17)

### December 1972
11 december (söndag)
Numa Turcatti dör, han blir den siste som omkommer. (döda: 29, levande: 16)
12 december (måndag)
Fernando Parrado, Roberto Canessa och Antonio Vizíntin ger sig iväg för att hämta hjälp.
20 december (onsdag)
Parrado och Canessa möter Sergio Catalán.
21 december (torsdag)
Parrado och Canessa räddas.
22 december (fredag)
Hjälpexpeditionen når det havererade planet, 6 personer räddas.
23 december (lördag)
Resterande 8 personer räddas, de förs alla till sjukhus i Santiago de Chile.
26 december (tisdag)
Tidningen El Mercurio skriver på sin förstasida att de överlevande tvingats övergå till kannibalism.

## Passagerarlista

### Besättning
- Julio Ferradas, pilot,
- Colonel Dante Lagurara, andrepilot
- Ramon Martínez
- Carlos Roque
- Ovidio Joaquin Ramírez

### Passagerare
(Överlevande är markerade i fetstil)
| - Francisco Abal - Jose Pedro Algorta - Roberto Canessa - Gaston Costemalle - Alfredo Delgado - Rafael Echavarren - Daniel Fernández - Roberto Francois - Roy Harley - Alexis Hounié - Jose Luis Inciarte - Guido Magri - Alvaro Mangino - Felipe Maquirriain - Graciela Augusto Gumila de Mariani - Julio Martínez-Lamas - Daniel Maspons - Juan Carlos Menéndez - Javier Methol - Liliana Navarro Petraglia de Methol | - Dr. Francisco Nicola - Esther Horta Pérez de Nicola - Gustavo Nicolich - Arturo Nogueira - Carlos Páez Rodriguez - Eugenia Dolgay Diedug de Parrado - Fernando Parrado - Susana Parrado - Marcelo Perez - Enrique Platero - Ramón Sabella - Daniel Shaw - Adolfo Strauch - Eduardo Strauch - Diego Storm - Numa Turcatti - Carlos Valeta - Fernando Vázquez - Antonio Vizintín - Gustavo Zerbino |

## Filmer
- Alive. Bygger på boken med samma namn. Amerikansk dramafilm från 1993.
- Supervivientes de los Andes (även kallad Survive!). Baserad på en bok av Clay Blair Jr. Mexikansk lågbudgetfilm från 1976.
- Trapped - Alive in the Andes. Brittisk dokumentärfilm från 2007.
- Stranded: I've Come from a Plane That Crashed on the Mountains. Dokumentärfilm från 2007.
- Snöns brödraskap (originaltitel: La sociedad de la nieve) Spansk-uruguayansk biografisk äventyrs- och dramafilm från 2023

## Böcker
- Alive: The Story of the Andes survivors (1974) (på svenska Vi lever! : dramat i Anderna) av Piers Paul Read som intervjuat de överlevande.
- Miraklet i Anderna av Nando Parrado, utgiven 2006.